# Feldflieger-Abteilung 8
Feldflieger-Abteilung Nr. 8 – FFA 8 jednostka obserwacyjna i rozpoznawcza lotnictwa niemieckiego Luftstreitkräfte z początkowego okresu I wojny światowej.

## Informacje ogólne
W momencie wybuchu I wojny światowej z dniem 1 sierpnia 1914 roku została utworzona w Fliegerersatz Abteilung Nr. 1 i weszła  w skład większej jednostki 2 Kompanii Batalionu Lotniczego Nr.4. 
Pierwszym dowódcą jednostki został kapitan Horst Jerrmann.  W początkowym okresie działalności jednostka była przydzielona do XXI Korpusu Armijnego 6 Armii i stacjonowała na lotnisku w Buhl-Lorraine.
11 stycznia 1917 roku jednostka została przeformowana i zmieniona w FA8.
W jednostce służyli m.in. Herbert von Böckmann, Emil Machi, Raven Freiherr von Barnekow, Otto Kissenberth.

## Dowódcy Eskadry
| Stopień | Nazwisko       | Okres                   |
| ------- | -------------- | ----------------------- |
| Kapitan | Horst Jerrmann | 01.08.1914 – xx.xx.xxxx |